# Скайстеляй
Скайстеляй (лит. Skaisteliai) — деревня в Калварийском самоуправлении Мариямпольского уезда Литвы. Входит в состав Любавасского староства.

## География
Деревня расположена на юго-западе Литвы, в пределах Судувской возвышенности, к северу от реки Шешупе, вблизи государственной границы с Польшей, на расстоянии приблизительно 25 километров к юго-западу от города Мариямполе, административного центра уезда. Абсолютная высота — 152 метра над уровнем моря.
Ближайшие населённые пункты — Любавас, Мантримай, Скайсчай, Клинавас, Жиогайчяй.

## История
В 1888 году в деревне Скайстеле проживало 70 человек. В этнической структуре населения большинство составляли поляки (60 человек), остальные — евреи. В административном отношении населённый пункт входил в состав гмины Любово Кальварийского уезда Сувалкской губернии.

## Население
По данным официальной переписи 2011 года постоянное население в Скайстеляе отсутствовало.